# Bouabdellah Tahri
Bouabdellah (Bob) Tahri (Metz, 20 december 1978) is een Franse oud-atleet, die was gespecialiseerd in de 3000 m steeple. Hij werd Frans kampioen en heeft het Europees record in handen in deze discipline. Tevens was hij gedurende één jaar Europees recordhouder op de 5000 m indoor. Hij nam driemaal deel aan de Olympische Spelen, maar won hierbij geen medailles.

## Biografie
Zijn eerste internationale succes boekte Tahri in 1997, toen hij bij de Europese jeugdkampioenschappen de 5000 m won. Met een tijd van 14.25,71 versloeg hij de Hongaar Ferenc Békési (zilver; 14.25,87) en de Spanjaard Juan Carlos Higuero (brons; 14.31,79). Een jaar later won hij de 3000 m steeple bij de Franse kampioenschappen.
In 2000 maakte hij in Sydney zijn olympische debuut, maar sneuvelde hierbij in de voorrondes. Dat jaar won hij wel zijn eerste gouden medaille bij de Europacupwedstrijden. In totaal won hij in zijn sportcarrière vier gouden en één zilveren medaille bij de Europacupwedstrijden. In 2004 op de Olympische Spelen van Athene eindigde hij op een zevende plaats. Vier jaar later moest hij op de Olympische Spelen van Peking met 8:14.26 genoegen nemen met een zevende plaats.
Bouabdellah Tahri gaf zowel begin 2007 als 2009 blijk van zijn kunnen door bij de Europese indoorkampioenschappen op de 3000 m bij beide gelegenheden een zilveren medaille te winnen. Ook liep hij met 8.02,19 op 3 juli 2009 in zijn geboortestad Metz het Europees record op de 3000 m steeple uit de boeken. Hij nam dit record over van de Nederlander Simon Vroemen, die het met 8.04,95 sinds augustus 2005 in handen had. Een eerder Europees record van Vroemen van 8.06,91 uit 2002 had hij in 2003 al eens geëvenaard. Na afloop van zijn recordverbetering in Metz meldde Tahri: "Ik ben tevreden met mijn prestaties, maar sta nog met beide benen op de grond. Uiteraard ben ik erg blij met het record, maar ik ben altijd goed in het relativeren van mijn successen en tegenslagen. De meeting in Metz was eigenlijk in mijn achtertuin, ik ben daarna naar huis gegaan en heb gegeten met familie. Ik kon alleen de slaap niet vatten." Simon Vroemen, die na het fietsen van de cyclopsportieve La Marmotte het nieuws per sms las, zei over deze verbetering: "Het is leuk voor Bouabdellah Tahri dat hij nu eindelijk het Europese record in handen heeft. [...] Tahri was op alle onderliggende afstanden een stuk sneller dan mij, feitelijk had ik al veel eerder verwacht dat hij het record zou breken. [...] Ik gun hem het record van harte, bovendien zijn records er om verbroken te worden."
Een maand later verbeterde Tahri op de wereldkampioenschappen in Berlijn zijn eigen Europese record opnieuw. In een race die werd gedomineerd door de Kenianen Ezekiel Kemboi, Paul Kipsiele Koech, Richard Mateelong en Brimin Kipruto, wist de Fransman als enige Europeaan aan te haken en tot het einde toe mee te strijden om de overwinning. In een verzengende laatste ronde wrong hij zich tussen het Keniaanse viertal en veroverde hij achter Kemboi (goud met 8.00,43) en Mateelong (zilver met 8.00,89) de bronzen medaille met 8.01,18.
Dat hij zich eveneens goed thuis voelt bij het veldlopen, had de Fransman intussen bewezen door tijdens de Europese veldloopkampioenschappen van 2008 in Brussel in een tijd van 31.21 naar een zesde plaats te snellen, een halve minuut achter de onaantastbare winnaar Serhiy Lebed.
Bob Tahri ging het seizoen 2010 uitstekend van start. Eerst verbeterde hij op 10 februari in Stockholm zijn eigen Franse record op de 3000 m tot 7.33,41, om vier dagen later bij wedstrijden in Metz op de 5000 m het Europese record van 13.11,39 uit 2003 van de Spanjaard Alberto García te verbeteren tot 13.11,13.
Tahri zette een punt achter zijn atletiekloopbaan, nadat hij had deelgenomen aan de 3000 m tijdens de Meeting de Paris in 2016.
Tahri was aangesloten bij ASPTT Metz.

## Titels
- Europees jeugdkampioen 5000 m - 1997
- Frans kampioen 1500 m - 2004, 2006
- Frans kampioen 3000 m steeple - 1998
- Frans indoorkampioen 3000 m - 2001

## Persoonlijke records
Outdoor
| Onderdeel      | Prestatie       | Datum            | Plaats            |
| -------------- | --------------- | ---------------- | ----------------- |
| 800 m          | 1.48,96         | 2001             |                   |
| 1000 m         | 2.20,40         | 6 september 2005 | Tomblaine         |
| 1500 m         | 3.34,65         | 6 september 2009 | Rieti             |
| 1 Eng. mijl    | 3.52,95         | 12 juli 2002     | Rome              |
| 2000 m         | 4.57,58         | 2 juni 2002      | Forbach           |
| 3000 m         | 7.33,18         | 28 juli 2009     | Monaco            |
| 5000 m         | 13.12,29        | 8 juni 2007      | Villeneuve-d'Ascq |
| 10.000 m       | 27.31,46        | 1 mei 2011       | Palo Alto         |
| 2000 m steeple | 5.15,36         | 26 juni 2009     | Tomblaine         |
| 3000 m steeple | 8.01,18 (ex-AR) | 18 augustus 2009 | WK Berlijn        |
| halve marathon | 1:06.12         | 2003             |                   |

Indoor
| Onderdeel   | Prestatie        | Datum            | Plaats    |
| ----------- | ---------------- | ---------------- | --------- |
| 1000 m      | 2.20,79          | 1 februari 2002  | Erfurt    |
| 1500 m      | 3.36,34          | 3 februari 2002  | Stuttgart |
| 1 Eng. mijl | 3.56,11          | 10 februari 2009 | Liévin    |
| 2000 m      | 4.59,84          | 3 maart 2006     | Liévin    |
| 3000 m      | 7.33,41 (NR)     | 10 februari 2010 | Stockholm |
| 5000 m      | 13.11,13 (ex-AR) | 14 februari 2010 | Metz      |

## Palmares

### 1500 m
- 2013: 9e in ½ fin. WK - 3.44,24

### 3000 m
- 2001: 11e WK indoor - 7.57,84
- 2002: 9e Grand Prix Finale - 8.35,46
- 2007:  EK indoor - 8.02,85
- 2009:  EK indoor - 7.42,14

### 5000 m
- 1997:  EJK - 14.25,71
- 2005:  Europacup - 13.32,34

### 3000 m steeple
Kampioenschappen
- 1996: 7e WK U20 - 8.45,85
- 1998: 10e EK
- 1999: 12e WK - 8.25,59
- 2000:  Europacup - 8.27,28
- 2000: 6e in serie OS - 8.34,69
- 2001:  Europacup - 8.38,02
- 2001: 5e WK - 8.19,56
- 2002:  Europacup - 8.30,22
- 2002: 4e EK - 8.26,86
- 2003: 4e WK - 8.10,65
- 2003: 5e Wereldatletiekfinale - 8.15,60
- 2004:  Europacup - 8.23,40
- 2004: 7e OS - 8.14,26
- 2005: 8e WK - 8.19,96
- 2005: 5e Wereldatletiekfinale - 8.10,13
- 2006:  EK - 8.27,15
- 2006:  Wereldbeker - 8.29,06
- 2006:  Wereldatletiekfinale - 8.10,86
- 2007: 5e WK - 8.20,27
- 2007: 4e Wereldatletiekfinale - 8.14,38
- 2008: 5e OS - 8.14,79
- 2008: 7e Wereldatletiekfinale - 8.18,28
- 2009:  WK - 8.01,18 (ER)
- 2009:  Wereldatletiekfinale - 8.09,14
- 2010:  EK - 8.09,28
- 2011: 4e WK - 8.17,56

Golden League-podiumplekken
- 2002:  Meeting Gaz de France – 8.10,83
- 2003:  Meeting Gaz de France – 8.06,91 (ev. AR)
- 2006:  Weltklasse Zürich – 8.15,05
- 2006:  Memorial Van Damme – 8.09,53
- 2007:  Meeting Gaz de France – 8.08,47
- 2009:  Weltklasse Zürich – 8.05,29

Diamond League-podiumplekken
- 2010:  Weltklasse Zürich – 8.07,20

### 10 km
- 2006: 5e Corrida van Houilles - 28.52

### 15 km
- 2012: 7e Zevenheuvelenloop - 43.48,4

### veldlopen
- 1997: 22e WK voor junioren - 26.03
- 2004: 15e WK - 11.58
- 2005: DNF WK
- 2005: 4e EK - 27.27,  landenklassement
- 2008: 6e EK - 31.21,  landenklassement

- Gemeinsame Normdatei: 1141583674
- World Athletics: 14187746
- International Standard Name Identifier: 0000 0004 6461 1038
- Système universitaire de documentation: 219675392
- Virtual International Authority File: 3132150869799322190006
- WorldCat: E39PBJmHHXqbP4qBXbg8X9dCwC